# Togishi

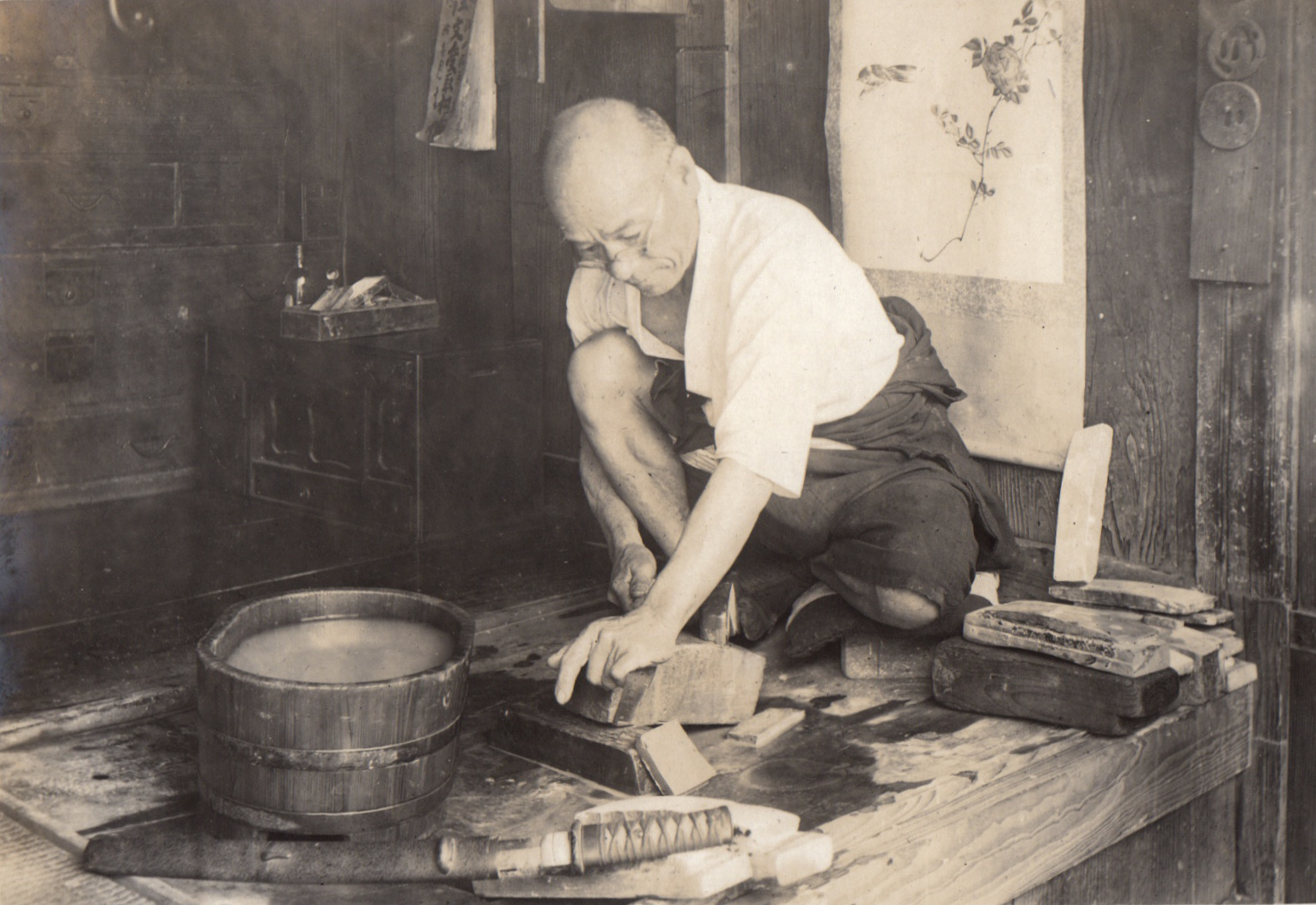
Togishi en 1915

Le mot togishi (研ぎ師) désigne en japonais l'artisan « polisseur de lames de sabres ».
Le polissage d'une lame est bien plus qu'un simple aiguisage car il permet surtout de remettre une lame dans sa forme originelle, et de rendre lisible ses caractéristiques. Ce travail est confié à un polisseur spécialisé non seulement dans les techniques de polissage, mais aussi dans la lecture des lames ainsi que dans l'histoire des forgerons et traditions.
Historiquement, les techniques actuelles de polissage des lames sont apparues tardivement pendant l'ère Meiji. On peut expliquer cette évolution par l'importation des systèmes électriques (donc des lampes) qui permettent au polisseur de travailler avec plus de constance (la technique traditionnelle nécessitait une observation au soleil couchant).
Il existe deux grandes techniques de polissage pour un sabre japonais : sashikomi et hadôri. Selon la majorité des polisseurs, le second style permet une meilleure approche esthétique de la lame en permettant un meilleur balancement entre le ji et le ha.
D'une manière générale, polir une lame se fait en deux étapes, la première appelée ji-togi permet de retravailler la forme de la lame et de la nettoyer de sa rouille. La seconde étape (shiage) est souvent considérée comme le maquillage de la lame puisqu'elle modifie uniquement le côté esthétique de la lame.

## Leji-togi(地磨ぎ)
Pour cette étape, le polisseur utilise plusieurs pierres à polir (研ぎ石, togi-ishi), de la plus abrasive à la moins abrasive. Ce travail est particulièrement délicat, car une erreur à ce niveau peut endommager la lame de façon définitive et lui faire perdre sa valeur esthétique. De même, le polisseur se doit de conférer à la lame sa forme d'origine (en fonction du goût du forgeron et de sa tradition), c'est pourquoi il lui est nécessaire de connaître parfaitement l'histoire du sabre, et ce, sous tous ses angles.
- Technique : polir la lame en allant de la pierre la plus abrasive à la pierre la moins abrasive.
  - Binsui (備水) : pierre la plus abrasive, elle permet de remettre la lame sous sa forme originelle. Sa mauvaise utilisation peut endommager définitivement la lame qui perdra toute valeur.
  - Kaisei (改正) : pierre qui permet de gommer les traces laissées par binsui et d'affiner la forme de la lame.
  - Chûnagura (中名倉) : pierre dure à grains fins, permet de gommer les traces de kaisei.
  - Komanagura (細名倉) : pierre de même type que la précédente, permet de gommer les traces de chûnagura.
  - Hato (刃砥) : étape avec une pierre extrêmement dure. Elle permet de faire ressortir le hamon.
  - Jito (曇砥) : étape avec la pierre la plus dure. Permet de faire ressortir le grain de la lame. Cette étape est délicate car il est facile de laisser une marque sur la lame, qui ruinerait le travail précédent et qui obligerait alors le polisseur à refaire certaines étapes.

## Leshiage(仕上げ)
Le shiage représente pour le polisseur la partie la plus esthétique du travail. Cette étape, plus minutieuse, permet par exemple, de mettre en évidence certaines caractéristiques du ha ou de faire ressortir les différences de couleurs entre le ji et le ha.
- Technique : 
  - tsuya : pierres jizuya rectangulaires de petite taille (environ 3 mm sur 5), permettent de polir le ha ;
  - nugui (拭) : combiné à de l'huile, permet de rendre plus résistant le jihada. Donne à la lame un aspect plus sombre ;
  - hadôri (刃取り) : pierres hazuya de petite taille et de forme ovale. Permet de rendre la partie supérieure du hamon blanc. Donne l'aspect blanc montagneux connu ;
  - shitamigaki (下磨き) : étape première qui permet de transformer l'acier entre le shinogi et le mune en surface miroir ;
  - uemigaki (上磨き) : deuxième étape qui permet de transformer l'acier entre le shinogi et le mune en surface miroir. On se sert d'un migakibô, sorte de stylo à pointe métallique arrondie ;
  - sugikiri : étape permettant de terminer la marque du yokote ;
  - narume : étape de blanchiment du bôshi.